# فلات یانا
فلات یانا (روسی: Янское плоскогорье) یک فلات در یاقوتستان کشور روسیه است.